# Misión de Space Adventures Crew Dragon
La misión Space Adventures Crew Dragon es un vuelo espacial Crew Dragon de SpaceX contratado por la empresa estadounidense de turismo espacial Space Adventures programado para finales de 2021 a principios de 2022.

## Tripulación
Space Adventures ofrece cuatro asientos para turistas espaciales, y cada asiento tiene un costo estimado de 55 millones de dólares.

## Misión
La misión se lanzará entre finales de 2021 o mediados de 2022 desde el Complejo de Lanzamiento 39A en el Centro Espacial Kennedy, y será operada de forma completamente autónoma, sin astronautas entrenados a bordo. La nave espacial se insertará en una órbita elíptica alta alrededor de la Tierra, más del doble de la altura de la Estación Espacial Internacional (ISS) y más alta que el récord de altitud actual para una nave espacial con tripulación orbital, establecido por la misión Gemini 11 en 1966. La tripulación pasará hasta cinco días en órbita, antes de regresar a la Tierra y chapotear en el Océano Atlántico.